# Fortaleza do Libolo
A Fortaleza do Libolo localiza-se no município do Libolo, província de Cuanza Sul, em Angola.
Ali existe a chamada "Pedra Escrita", que faz referência à revolta do Libolo em que, em 1917, a população se levantou contra as forças coloniais portuguesas.